# Eilish McColgan
Eilish McColgan (ur. 25 listopada 1990 w Dundee) – brytyjska (szkocka) lekkoatletka specjalizująca się w biegach długich, trzykrotna olimpijka.
McColgan pochodzi z rodziny lekkoatletów: jej matka Liz McColgan była srebrną medalistką olimpijską w biegu na 10 000 metrów, natomiast ojciec Peter specjalizował się w biegach przez przeszkody.
W 2013 startowała w mistrzostwach świata w Moskwie, w których zajęła 10. miejsce. Szósta zawodniczka mistrzostw Europy w Amsterdamie (2016). Na początku 2017 została brązową medalistką halowych mistrzostw Europy w Belgradzie. W tym samym roku McColgan uplasowała się na dziesiątej pozycji w biegu na 5000 metrów podczas światowego czempionatu w Londynie.
Wielokrotna złota medalistka mistrzostw Wielkiej Brytanii oraz reprezentantka kraju na drużynowych mistrzostwach Europy.

## Osiągnięcia
| Rok  | Impreza                                 | Miejsce        | Konkurencja                   | Lokata      | Wynik    | Reprezentacja |
| ---- | --------------------------------------- | -------------- | ----------------------------- | ----------- | -------- | ------------- |
| 2011 | Superliga drużynowych mistrzostw Europy | Sztokholm      | bieg na 3000 m z przeszkodami | 9. miejsce  | 9:55,13  | GBR           |
| 2011 | Mistrzostwa Europy juniorów             | Ostrawa        | bieg na 3000 m z przeszkodami | 6. miejsce  | 9:52,02  | GBR           |
| 2012 | Igrzyska olimpijskie                    | Londyn         | bieg na 3000 m z przeszkodami | eliminacje  | 9:54,36  | GBR           |
| 2013 | Mistrzostwa świata                      | Moskwa         | bieg na 3000 m z przeszkodami | 10. miejsce | 9:37,33  | GBR           |
| 2014 | Igrzyska Wspólnoty Narodów              | Glasgow        | bieg na 3000 m z przeszkodami | 6. miejsce  | 9:44,65  | SCO           |
| 2016 | Mistrzostwa Europy                      | Amsterdam      | bieg na 5000 m                | 6. miejsce  | 15:28,53 | GBR           |
| 2016 | Igrzyska olimpijskie                    | Rio de Janeiro | bieg na 5000 m                | 13. miejsce | 15:12,09 | GBR           |
| 2017 | Halowe mistrzostwa Europy               | Belgrad        | bieg na 3000 m                | 3. miejsce  | 8:47,43  | GBR           |
| 2017 | Mistrzostwa świata                      | Londyn         | bieg na 5000 m                | 10. miejsce | 15:00,43 | GBR           |
| 2018 | Halowe mistrzostwa świata               | Birmingham     | bieg na 1500 m                | eliminacje  | 4:13,32  | GBR           |
| 2018 | Halowe mistrzostwa świata               | Birmingham     | bieg na 3000 m                | 10. miejsce | 9:01,32  | GBR           |
| 2018 | Igrzyska Wspólnoty Narodów              | Gold Coast     | bieg na 1500 m                | 6. miejsce  | 4:04,30  | SCO           |
| 2018 | Igrzyska Wspólnoty Narodów              | Gold Coast     | bieg na 5000 m                | 6. miejsce  | 15:34,88 | SCO           |
| 2018 | Mistrzostwa Europy                      | Berlin         | bieg na 5000 m                | 2. miejsce  | 14:53,05 | GBR           |
| 2019 | Halowe mistrzostwa Europy               | Glasgow        | bieg na 3000 m                | 7. miejsce  | 8:59,71  | GBR           |
| 2019 | Mistrzostwa świata                      | Doha           | bieg na 5000 m                | 10. miejsce | 14:26,17 | GBR           |
| 2021 | Igrzyska olimpijskie                    | Tokio          | bieg na 5000 m                | eliminacje  | 15:09,68 | GBR           |
| 2021 | Igrzyska olimpijskie                    | Tokio          | bieg na 10 000 m              | 9. miejsce  | 31:04,46 | GBR           |
| 2022 | Mistrzostwa świata                      | Eugene         | bieg na 5000 m                | 15. miejsce | 15:03,03 | GBR           |
| 2022 | Mistrzostwa świata                      | Eugene         | bieg na 10 000 m              | 10. miejsce | 30:34,60 | GBR           |
| 2022 | Igrzyska Wspólnoty Narodów              | Birmingham     | bieg na 5000 m                | 2. miejsce  | 14:42,14 | SCO           |
| 2022 | Igrzyska Wspólnoty Narodów              | Birmingham     | bieg na 10 000 m              | 1. miejsce  | 30:48,60 | SCO           |
| 2022 | Mistrzostwa Europy                      | Monachium      | bieg na 5000 m                | 3. miejsce  | 14:59,34 | GBR           |
| 2022 | Mistrzostwa Europy                      | Monachium      | bieg na 10 000 m              | 2. miejsce  | 30:41,05 | GBR           |
| 2024 | Mistrzostwa Europy                      | Rzym           | bieg na 10 000 m              | –           | DNF      | GBR           |
| 2024 | Igrzyska olimpijskie                    | Paryż          | bieg na 10 000 m              | 15. miejsce | 31:20,51 | GBR           |

## Rekordy życiowe
- bieg na 1500 metrów – 4:00,97 (2019)
- bieg na 1500 metrów (hala) – 4:08,07 (2018)
- bieg na milę – 4:24,71 (2019)
- bieg na 3000 metrów – 8:31,00 (2017)
- bieg na 5000 metrów – 14:28,55 (2021) rekord Wielkiej Brytanii
- bieg na 10 000 metrów – 30:00,86 (2023) rekord Wielkiej Brytanii
- bieg na 10 kilometrów – 30:19wo (2022) rekord Europy
- półmaraton – 1:05:43 (2023) rekord Wielkiej Brytanii
- bieg na 3000 metrów z przeszkodami – 9:35,82 (2013)